# Puchar Europy Mistrzów Klubowych (1960/1961)
W sezonie 1960/1961 rozegrano szóstą edycję Pucharu Europy Mistrzów Klubowych (ang. European Champion Clubs' Cup), którego kontynuacją jest dzisiejsza Liga Mistrzów UEFA. W turnieju wystąpiło dwadzieścia osiem drużyn. Mecz finałowy rozegrany 31 maja 1961 na Wankdorfstadionie w Bernie zakończył się zwycięstwem Benfiki nad Barceloną 3:2.

## Runda wstępna
| Drużyna 1        | Wynik dwumeczu | Drużyna 2              | Pierwszy mecz | Drugi mecz |
| ---------------- | -------------- | ---------------------- | ------------- | ---------- |
| Hearts           | 1:5            | SL Benfica             | 1:2           | 0:3        |
| FK Crvena zvezda | 1:5            | Újpesti Dózsa          | 1:2           | 0:3        |
| Fredrikstad FK   | 4:3            | AFC Ajax               | 4:3           | 0:0        |
| AGF              | 3:1            | KP Legia Warszawa      | 3:0           | 0:1        |
| Juventus F.C.    | 3:4            | CDNA Sofia             | 2:0           | 1:4        |
| Helsingfors IFK  | 2:5            | IFK Malmö              | 1:3           | 1:2        |
| Rapid Wiedeń     | 4:1            | Beşiktaş JK            | 4:0           | 0:1        |
| Limerick         | 2:9            | BSC Young Boys         | 0:5           | 2:4        |
| CCA Bukareszt    | (w/o)          | Spartak Hradec Králové | -             | -          |
| Glenavon         | (w/o)          | Wismut Karl Marx Stadt | -             | -          |
| Stade de Reims   | 11:1           | Jeunesse Esch          | 6:1           | 5:0        |
| FC Barcelona     | 5:0            | Lierse SK              | 2:0           | 3:0        |

### Pierwsze mecze
| 29.09.1960 | Heart of Midlothian · Young 80' | 1:20:1 | SL Benfica · Águas 36' · José Augusto 74' | Tynecastle Stadium, Edynburg Widzów: 29.000 Sędzia: Marcel Lequesne |
|            |                                 |        |                                           |                                                                     |

| 28.09.1960 | FK Crvena zvezda · Kostić 17' | 1:21:1 | Újpesti Dózsa · Göröcs 35' · Kuharszki 68' | JNS Stadion, Belgrad Widzów: 25.000 Sędzia: Józef Kowal |
|            |                               |        |                                            |                                                         |

| 31.08.1960 | Fredrikstad FK · Olsen 35', 61' · Kristoffersen 49' · Pedersen 59' | 4:31:2 | Ajax · H. Groot 25' · Swart 37' · Muller 75' | Fredrikstad-Stadion, Fredrikstad Widzów: 8.184 Sędzia: Jarl Hansen |
|            |                                                                    |        |                                              |                                                                    |

| 21.09.1960 | Aarhus GF · Amdisen 32' · Kjær-Andersen 54' · J. Jensen 75' | 3:01:0 | Legia Warszawa | Århus Stadion, Århus Widzów: 10.500 Sędzia: Johan Bronkhorst |
|            |                                                             |        |                |                                                              |

| 21.09.1960 | Juventus · Lojodice 5' · Sívori 24' | 2:0 | CDNA Sofia | Stadio Comunale, Turyn Widzów: 60.000 Sędzia: Dittmar Huber |
|            |                                     |     |            |                                                             |

| 01.09.1960 | HIFK · Nevalainen 68' | 1:30:2 | IFK Malmö · Olofsson 25', 40' · Borg 68' | Stadion Olimpijski, Helsinki Widzów: 1.555 Sędzia: Gerhard Schulenburg |
|            |                       |        |                                          |                                                                        |

| 01.09.1960 | Rapid Wiedeń · Münir 9' (sam.) · Dienst 20' · Glechner 86' · Bertalan 90' | 4:02:0 | Beşiktaş JK | Praterstadion, Wiedeń Widzów: 30.000 Sędzia: Stanislav Fencl |
|            |                                                                           |        |             |                                                              |

| 31.08.1960 | Limerick | 0:50:0 | BSC Young Boys · Wechselberger 54', 88' · Schnyder 70' · Dürr 75' · Meier 81' | Thomond Park, Limerick Widzów: 8.000 Sędzia: José María Ortiz de Mendíbil |
|            |          |        |                                                                               |                                                                           |

| 07.09.1960 | Stade de Reims · Vincent 4', 59' · Rustichelli 16' · Dubaele 38', 64' · Piantoni 85' | 6:13:0 | Jeunesse Esch · Meurisse 87' | Stade Auguste Delaune, Reims Widzów: 8.150 Sędzia: Marcel Raymakers |
|            |                                                                                      |        |                              |                                                                     |

| 28.09.1960 | FC Barcelona · Czibor 17' · Luis Suárez 70' | 2:01:0 | Lierse SK | Camp Nou, Barcelona Widzów: 42.068 Sędzia: Giuseppe Adami |
|            |                                             |        |           |                                                           |

### Rewanże
| 05.10.1960 | SL Benfica · Águas 7', 60' · José Augusto 49' | 3:01:0 | Heart of Midlothian | Estádio da Luz, Lisbon Widzów: 40.000 Sędzia: Joseph Barberán |
|            |                                               |        |                     |                                                               |

| 05.10.1960 | Újpesti Dózsa · Borsányi 70' · Pataki 71' · Göröcs 87' | 3:00:0 | FK Crvena zvezda | Stadion Megyeri út, Budapeszt Widzów: 15.000 Sędzia: Julian Mytnik |
|            |                                                        |        |                  |                                                                    |

| 07.09.1960 | Ajax | 0:0 | Fredrikstad FK | Stadion Olimpijski, Amsterdam Widzów: 35.000 Sędzia: Frede Hansen |
|            |      |     |                |                                                                   |

| 05.10.1960 | Legia Warszawa · H. Nowak 29' | 1:0 | Aarhus GF | Stadion Wojska Polskiego, Warszawa Widzów: 20.000 Sędzia: Leopold Sylvain Horn |
|            |                               |     |           |                                                                                |

| 12.10.1960 | CDNA Sofia · Rakarow 19' · Kowaczew 56' · Panajotow 68' · Canew 75' | 4:11:0 | Juventus · Nicolè 88' | Stadion Wasyla Lewskiego, Sofia Widzów: 50.000 Sędzia: Gottfried Dienst |
|            |                                                                     |        |                       |                                                                         |

| 28.09.1960 | IFK Malmö · Lundqvist 22' · Ljung 24' | 2:1 | HIFK · Kivelä 29' | Malmö Stadion, Malmö Widzów: 5.202 Sędzia: Günter Ternleden |
|            |                                       |     |                   |                                                             |

| 28.09.1960 | Beşiktaş JK · Ahmet 11' | 1:0 | Rapid Wiedeń | Kendi Stadyumu Dolmabahçe, Stambuł Widzów: 17.628 Sędzia: Kostadin Dinow |
|            |                         |     |              |                                                                          |

| 31.08.1960 | BSC Young Boys · Allemann 40' · Crawford 65' (sam.) · Schnyder 70' · Dürr 81' | 4:20:0 | Limerick · Lynam 36' · O'Reilly 68' | Wankdorfstadion, Berno Widzów: 21.000 Sędzia: Juan Gardeazabal |
|            |                                                                               |        |                                     |                                                                |

| 05.10.1960 | Jeunesse Esch | 0:5 | Stade de Reims · Vincent 50' · Moreau 54' · Heinen 60' (o.g.) · Rustichelli 63', 69' | Stade de la Frontiére, Esch-sur-Alzette Widzów: 7.265 Sędzia: Raymond Lespineux |
|            |               |     |                                                                                      |                                                                                 |

| 05.10.1960 | Lierse SK | 0:30:2 | FC Barcelona · Villaverde 7' · Evaristo 26', 77' | Stade Émile Versé, Bruksela Widzów: 19.110 Sędzia: Giulio Campanati |
|            |           |        |                                                  |                                                                     |

## I runda
| Drużyna 1              | Wynik dwumeczu | Drużyna 2              | Pierwszy mecz | Drugi mecz |
| ---------------------- | -------------- | ---------------------- | ------------- | ---------- |
| SL Benfica             | 7:4            | Újpesti Dózsa          | 6:2           | 1:2        |
| AGF                    | 4:0            | Fredrikstad            | 3:0           | 1:0        |
| Rapid Wiedeń           | 3:31           | Wismut Karl Marx Stadt | 3:1           | 0:2        |
| IFK Malmö              | 2:1            | CDNA Sofia             | 1:0           | 1:1        |
| Real Madryt            | 3:4            | FC Barcelona           | 2:2           | 1:2        |
| Spartak Hradec Králové | 1:0            | Panathinaikos AO       | 1:0           | 0:0        |
| Burnley                | 4:3            | Stade de Reims         | 2:0           | 2:3        |
| BSC Young Boys         | 3:8            | Hamburger SV           | 0:5           | 3:3        |

1 Rapid Wiedeń wygrał z Wismutem Karl Marx Stadt 1:0 w decydującym o awansie do 1/4 finału meczu.

### Pierwsze mecze
| 08.11.1960 | SL Benfica · Coluna 1' · Águas 5', 11' · Santana 16', 28' · José Augusto 88' | 6:25:0 | Újpesti Dózsa · Göröcs 70' · Pataki 77' | Estádio da Luz, Lizbona Widzów: 55.000 Sędzia: Victor Schicker |
|            |                                                                              |        |                                         |                                                                |

| 19.10.1960 | Aarhus GF · Amdisen 74' · Overby 83' · Rou Jensen 85' | 3:00:0 | Fredrikstad FK | Århus Stadion, Århus Widzów: 9.400 Sędzia: Erik Johansson |
|            |                                                       |        |                |                                                           |

| 09.11.1960 | Rapid Wiedeń · Dienst 5' · Milanović 52' · Hanappi 61' | 3:11:1 | Wismut Karl Marx Stadt · Wagner 17' | Praterstadion, Wiedeń Widzów: 25.000 Sędzia: Gaston Grandain |
|            |                                                        |        |                                     |                                                              |

| 02.11.1960 | IFK Malmö · Karlsson 80' | 1:00:0 | CDNA Sofia | Malmö Stadion, Malmö Widzów: 7.707 Sędzia: Josef Kandlbinder |
|            |                          |        |            |                                                              |

| 09.11.1960 | Real Madryt · Mateos 1' · Gento 33' | 2:22:1 | FC Barcelona · Luis Suárez 27', 88' (k.) | Estadio Santiago Bernabéu, Madryt Widzów: 84.358 Sędzia: Arthur Edward Ellis |
|            |                                     |        |                                          |                                                                              |

| 06.11.1960 | Spartak Hradec Králové · Šonka 89' | 1:00:0 | Panathinaikos AO | Stadion Spartaka, Hradec Králové Widzów: 25.000 Sędzia: Branko Tešanić |
|            |                                    |        |                  |                                                                        |

| 16.11.1960 | Burnley · McIlroy 25' · Robson 40' | 2:0 | Stade de Reims | Turf Moor, Burnley Widzów: 37.404 Sędzia: José González Echeverría |
|            |                                    |     |                |                                                                    |

| 02.11.1960 | BSC Young Boys | 0:50:3 | Hamburger SV · Stürmer 24', 51' · Seeler 35', 39' · Neisner 74' | Wankdorfstadion, Berno Widzów: 45.000 Sędzia: Jan Bronkhorst |
|            |                |        |                                                                 |                                                              |

### Rewanże
| 30.11.1960 | Újpesti Dózsa · Halapi 55' · Szusza 61' | 2:10:1 | SL Benfica · Santana 5' | Népstadion, Budapeszt Widzów: 20.000 Sędzia: Albert Guinnard |
|            |                                         |        |                         |                                                              |

| 26.10.1960 | Fredrikstad FK | 0:10:0 | Aarhus GF · Overby 49' | Bislett Stadion, Oslo Widzów: 10.334 Sędzia: Bengt Lundell |
|            |                |        |                        |                                                            |

| 23.11.1960 | Wismut Karl Marx Stadt · Bamberger 49' · Zink 61' | 2:00:0 | Rapid Wiedeń | Otto-Grotewohl-Stadion, Aue Sędzia: Gérard Versyp |
|            |                                                   |        |              |                                                   |

| 13.11.1960 | CDNA Sofia · Canew 21' | 1:11:0 | IFK Malmö · Olofsson 52' | Stadion Wasyla Lewskiego, Sofia Widzów: 52.000 Sędzia: Johannes Malka |
|            |                        |        |                          |                                                                       |

| 23.11.1960 | FC Barcelona · Vergés 33' · Evaristo 81' | 2:11:0 | Real Madryt · Canário 87' | Camp Nou, Barcelona Widzów: 120.000 Sędzia: Reg Leafe |
|            |                                          |        |                           |                                                       |

| 07.12.1960 | Panathinaikos AO | 0:0 | Spartak Hradec Králové | Stadion Leoforos, Ateny Widzów: 22.000 Sędzia: Gino Rigato |
|            |                  |     |                        |                                                            |

| 30.11.1960 | Stade de Reims · Piantoni 50' · Rodzik 56', 75' | 3:20:1 | Burnley · Robson 33' · Connelly 57' | Parc des Princes, Paryż Widzów: 36.831 Sędzia: Manuel Martín Asensi |
|            |                                                 |        |                                     |                                                                     |

| 27.11.1960 | Hamburger SV · Stürmer 12' · Dörfel 68' · Walker 86' (sam.) | 3:31:2 | BSC Young Boys · Bigler 21' (k.) · Meier 25' · Schneiter 48' | Volksparkstadion, Hamburg Widzów: 40.000 Sędzia: Pieter Paulus Roomer |
|            |                                                             |        |                                                              |                                                                       |

### Dodatkowy mecz
| 21.12.1960 | Rapid Wiedeń · Flögel 4' | 1:0 | Wismut Karl Marx Stadt | St. Jakob-Stadion, Bazylea Widzów: 10.000 Sędzia: Gottfried Dienst |
|            |                          |     |                        |                                                                    |

## 1/4 finału
| Drużyna 1    | Wynik dwumeczu | Drużyna 2              | Pierwszy mecz | Drugi mecz |
| ------------ | -------------- | ---------------------- | ------------- | ---------- |
| SL Benfica   | 7:2            | AGF                    | 4:1           | 3:1        |
| Rapid Wiedeń | 4:0            | IFK Malmö              | 2:0           | 2:0        |
| FC Barcelona | 5:1            | Spartak Hradec Králové | 4:0           | 1:1        |
| Burnley      | 4:5            | Hamburger SV           | 3:1           | 1:4        |

### Pierwsze mecze
| 08.03.1961 | SL Benfica · Águas 20', 60' · José Augusto 50' (pen.) | 3:11:0 | Aarhus GF · Amdisen 52' | Estádio da Luz, Lizbona Widzów: 65.000 Sędzia: Maurice Guigue |
|            |                                                       |        |                         |                                                               |

| 22.03.1961 | Rapid Wiedeń · Dienst 44' · Bertalan 87' | 2:01:0 | IFK Malmö | Praterstadion, Wiedeń Widzów: 12.000 Sędzia: Marian Koczner |
|            |                                          |        |           |                                                             |

| 08.03.1961 | FC Barcelona · Tejada 11', 64' · Evaristo 39' · Kubala 90' (k.) | 4:02:0 | Spartak Hradec Králové | Camp Nou, Barcelona Widzów: 70.000 Sędzia: Giuseppe Adami |
|            |                                                                 |        |                        |                                                           |

| 18.01.1961 | Burnley · Pilkington 8', 60' · Robson 74' | 3:11:0 | Hamburger SV · Dörfel 76' | Turf Moor, Burnley Widzów: 46.237 Sędzia: Tage Sørensen |
|            |                                           |        |                           |                                                         |

### Rewanże
| 30.03.1961 | Aarhus GF · Germano 77' (sam.) | 1:40:3 | SL Benfica · José Augusto 2', 42' · Águas 32' · Santana 81' | Århus Stadion, Århus Widzów: 22.000 Sędzia: Marcel Bois |
|            |                                |        |                                                             |                                                         |

| 03.04.1961 | IFK Malmö | 0:20:1 | Rapid Wiedeń · Bertalan 39' · Flögel 83' | Malmö Stadion, Malmö Widzów: 18.842 Sędzia: Włodzimierz Storoniak |
|            |           |        |                                          |                                                                   |

| 15.03.1961 | Spartak Hradec Králové · Zikán 33' | 1:1 | FC Barcelona · Luis Suárez 24' | Stadion Strahov, Praga Widzów: 45.000 Sędzia: Concetto Lo Bello |
|            |                                    |     |                                |                                                                 |

| 15.03.1961 | Hamburger SV · Stürmer 8' · Seeler 41', 75' · Dörfel 56' | 4:12:0 | Burnley · Harris 55' | Volksparkstadion, Hamburg Widzów: 74.000 Sędzia: Åge Poulsen |
|            |                                                          |        |                      |                                                              |

## 1/2 finału
| Drużyna 1    | Wynik dwumeczu | Drużyna 2    | Pierwszy mecz | Drugi mecz |
| ------------ | -------------- | ------------ | ------------- | ---------- |
| SL Benfica   | 4:1            | Rapid Wiedeń | 3:0           | 1:1        |
| FC Barcelona | 2:21           | Hamburger SV | 1:0           | 1:2        |

1 Barcelona wygrała z HSV 1:0 w decydującym o awansie do finału meczu.

### Pierwsze mecze
| 26.04.1961 | SL Benfica · Coluna 15' · Águas 25' · Cavém 63' | 3:02:0 | Rapid Wiedeń | Estádio da Luz, Lizbona Widzów: 70.000 Sędzia: Kevin Howley |
|            |                                                 |        |              |                                                             |

| 12.04.1961 | FC Barcelona · Evaristo 46' | 1:00:0 | Hamburger SV | Camp Nou, Barcelona Widzów: 48.000 Sędzia: Lucien Van Nuffel |
|            |                             |        |              |                                                              |

### Rewanże
| 04.05.1961 | Rapid Wiedeń · Skocik 70' | 1:10:0 | SL Benfica · Águas 66' | Praterstadion, Vienna Widzów: 63.000 Sędzia: James Leafe |
|            |                           |        |                        |                                                          |

| 26.04.1961 | Hamburger SV · Wulf 59' · Seeler 68' | 2:10:0 | FC Barcelona · Kocsis 90' | Volksparkstadion, Hamburg Widzów: 71.000 Sędzia: Gérard Versyp |
|            |                                      |        |                           |                                                                |

### Dodatkowy mecz
| 03.05.1961 | FC Barcelona · Evaristo 43' | 1:0 | Hamburger SV | Stadion Heysel, Bruksela Widzów: 44.000 Sędzia: Tage Sørensen |
|            |                             |     |              |                                                               |

## Finał
| 31.05.1961 | SL Benfica · Águas 30' · Ramallets 30' (sam.) · Coluna 55' | 3:22:1 | FC Barcelona · Kocsis 20' · Czibor 75' | Wankdorfstadion, Berno Widzów: 33.000 Sędzia: Gottfried Dienst |
|            |                                                            |        |                                        |                                                                |

| Benfica | FC Barcelona |

| BENFICA:      |    |                          |
|               |    |                          |
| BR            | 1  | Alberto da Costa Pereira |
| OB            | 2  | Mario João               |
| OB            | 3  | Germano                  |
| OB            | 4  | Angelo Martins           |
| OB            | 5  | José Neto                |
| PO            | 6  | Fernando Cruz            |
| PO            | 7  | José Augusto             |
| PO            | 8  | Joaquim Santana          |
| PO            | 9  | José Águas (k)           |
| NA            | 10 | Mário Coluna             |
| NA            | 11 | Domiciano Cavém          |
| Trener:       |    |                          |
| Béla Guttmann |    |                          |

| FC BARCELONA:    |    |                       |
|                  |    |                       |
| BR               | 1  | Antonio Ramallets (k) |
| OB               | 2  | Foncho                |
| OB               | 3  | Enric Gensana         |
| OB               | 4  | Sigfrido Gràcia       |
| OB               | 5  | Martí Vergés          |
| PO               | 6  | Jesús Garay           |
| PO               | 7  | Ladislao Kubala       |
| PO               | 8  | Sándor Kocsis         |
| PO               | 9  | Evaristo de Macedo    |
| NA               | 10 | Luis Suárez           |
| NA               | 11 | Zoltán Czibor         |
| Trener:          |    |                       |
| Enrique Orizaola |    |                       |

## Czołowi strzelcy
11 goli
- José Águas (Benfica)

6 goli
- José Augusto (Benfica)
- Evaristo (FC Barcelona)

5 goli
- Uwe Seeler (Hamburger SV)

4 gole
- Klaus Stürmer (Hamburger SV)
- Luis Suárez (FC Barcelona)
- Joaquim Santana (Benfica)